# Heinrich Karcher
Heinrich Karcher (* 2. Februar 1718 in St. Johann (Saar); † 7. Februar 1786 in Kaiserslautern) war ein deutscher Kaufmann, Bankier und Tuchfabrikant.

## Leben

### Herkunft und Familie
Heinrich Karcher entstammte einer wohlhabenden Kaufmannsfamilie, die ihren Ursprung in der Grafschaft Nassau-Saarbrücken hatte und aus der zahlreiche namhafte Unternehmer und Fabrikanten hervorgegangen sind. Er war der Sohn des Metzgers und Handelsmannes Johann Jacob Karcher (1688–1764) und dessen Ehefrau Anna Dorothea Mühlhaus (1692–1765).
1744 heiratete er in Kaiserslautern Maria Katharina Rettig (1728–1808), Tochter des Gutsbesitzers Johann Gideon Rettig und der Maria Magdalena Krämer.
Die Ehe brachte neun Söhne und drei Töchter. Johann Jacob († 1832, ⚭ Dorothea Margarete Röchling, Tochter des Kaufmanns Georg Röchling (1741–1816)), Carl (1756–1812, ⚭ Maria Sophie Karcher, Tochter des Johann Nikolaus Karcher, † 1764). Sie waren Kaufleute im Heimatort,
Gesellschafter der Saarbrücker Kranengesellschaft und beteiligt am Aufbau der Chemieindustrie (Alaun, Bittersalz). Friedrich Jakob (1771–1830) wurde Tabakfabrikant und Franz Daniel (1759–1818) ebenfalls Unternehmer.

### Unternehmerisches Wirken
In jungen Jahren verließ Karcher seine Heimatgemeinde, um in Kaiserslautern eine neue Existenz zu gründen. 1768 wurde dort die „Kurpfälzische physikalischökonomische Gesellschaft zu Lautern“ gegründet. Diese beschloss 1771 die Errichtung einer Leinwand-, Halbleinwand- und Siamose-Manufaktur, mit deren Leitung er beauftragt wurde. 1774 errichtete die Gesellschaft eine Kameralschule (seit 1777 Hohe Kameral-Schule zu Lautern), in deren Lehrprogramm, das stark unter dem Einfluss des Wissenschaftlers Johann Heinrich Jung-Stilling stand, die Manufaktur als Objekt für Vorlesungen diente. 
Die Manufaktur war nicht Eigentum der Hochschule, sondern sie wurde in Form einer Aktiengesellschaft mit über dreißig Aktionären geführt. Die Verbindung mit der Hochschule wurde durch deren Vertretung in der Kommission hergestellt, in der Karcher als einziger Kaufmann maßgeblichen Einfluss auf die Entwicklung des Unternehmens hatte. Der Erfolg zeigte sich dadurch, dass der Betrieb 
nach wenigen Jahren rund 2000 Menschen Arbeit und Brot gab. 
1781 wurde er zum Direktor der Siamose-Manufaktur bestellt und blieb bis 1784 im Amt, als die Hohe Kameral-Schule ihren Sitz nach Heidelberg verlegte. Noch im selben Jahr errichtete er eine Wolltuchmanufaktur, deren Wollbedarf teilweise von eigenen Schafherden gedeckt wurde, wofür er wiederum kurfürstlich Privilegien erhielt. Nach seinem Tod wurde das Unternehmen unverändert unter der Firma „Wittib Karcher et Comp.“ weitergeführt, das 1792 der größte Gewerbebetrieb der Kurpfalz mit etwa 1500 Beschäftigten war.

### Ehrenämter
- 1750  Stadtgelderheber
- 1759  Ratsherr
- 1761  Bürgermeister, Zunftherr der Kaufleute und Kirchenvorsteher
- 1781 nochmals Bürgermeister